# Kosovarische Fußballnationalmannschaft (U-21-Männer)
Die kosovarische U-21-Fußballnationalmannschaft ist die Auswahlmannschaft des Federata e Futbollit e Kosovës (FFK) und repräsentiert ihn international auf U-21-Ebene, etwa in Freundschaftsspielen gegen die Auswahlmannschaften anderer nationaler Verbände oder bei Europameisterschaften des Kontinentalverbandes UEFA. Die Daten befassen sich seit dem ersten offiziellen Länderspiel vom 25. März 2017 gegen Irland.

## Geschichte
Am 6. Februar 2013 beschloss das FIFA-Exekutivkomitee, der kosovarischen U-21-Fußballauswahl die Austragung von Freundschaftsspielen gegen andere Nationalmannschaften zu gestatten.
Die UEFA entschied am 3. Mai 2016 in Budapest, Kosovo offiziell als 55. Mitglied aufzunehmen. Die Aufnahme als 210. Mitglied der FIFA erfolgte am 13. Mai 2016.
Das erste offizielle Länderspiel als FIFA-Mitglied wurde am 25. März 2017 in Dublin im Tallaght-Stadion im Rahmen der U-21-Qualifikationsphase mit 0:1 gegen Irland verloren.

## Turnierbilanzen bei U-21-Europameisterschaften
| Jahr | Gastgeberland        | Teilnahme bis …     |
| ---- | -------------------- | ------------------- |
| 2019 | Italien / San Marino | Qualifikationsphase |
| 2021 | Slowenien / Ungarn   | Qualifikationsphase |
| 2023 | Georgien / Rumänien  | Qualifikationsphase |

## Trainer
| Nr. | Name                             | Zeit | Zeit | Zeit |
| Nr. | Name                             | von  | bis  |      |
| --- | -------------------------------- | ---- | ---- | ---- |
| 1   | Rafet Prekazi                    | 2017 | 2020 |      |
| 2   | Michael Nees                     | 2021 | 2022 |      |
| 3   | Albert Bunjaki (Interimstrainer) | 2022 | 2022 |      |
| 4   | Afrim Tovërlani                  | 2022 |      |      |